# James Stewart Jr.
James Stewart Jr., noto anche come James "Bubba" Stewart (Bartow, 21 dicembre 1985), è un pilota motociclistico statunitense, ritiratosi ufficialmente dall'attività agonistica..

## Biografia
È stato uno specialista di supercross e motocross, innovandoli con uno stile rivoluzionario. Grazie alla precocità dei suoi successi ed alla sua personalità aperta al pubblico, ha attirato nuovi spettatori, tanto da essere considerato da molti come "Il Tiger Woods del supercross". 
Dotato di eccezionale forza fisica, agilità in sella non comune e straordinario coraggio, si è affermato come uno dei piloti di motocross più veloci di tutti i tempi, al punto da costringere il grande rivale Ricky Carmichael e molti media americani a coniare l'appellativo di "Fastest Man On The Planet" (L'uomo più veloce sulla faccia della terra); proprio queste caratteristiche, però, lo hanno portato spesso ad andare oltre il limite, facendogli perdere gare e campionati a causa di spettacolari cadute. 
È stato il primo pilota di colore a riscuotere successo e vincere titoli professionistici nello sport del motocross. Il suo stile di guida, esplosivo e repentino, è diventato un riferimento per avversari e futuri piloti, impegnati nel tentativo di emulare il celeberrimo Bubba Scrub, una particolare tecnica di guida perfezionata da Stewart, che consiste nello schiacciare orizzontalmente la moto sui salti, così da anticipare il ritorno sul terreno ed acquistare il prima possibile velocità e ritmo. Altre caratteristiche peculiari del suo stile sono state la velocità nelle whoops (sezioni di tracciato formate da più cunette consecutive) e la capacità di interpretare in modo particolarmente estremo sezioni ritmiche, formate da più salti ravvicinati. 

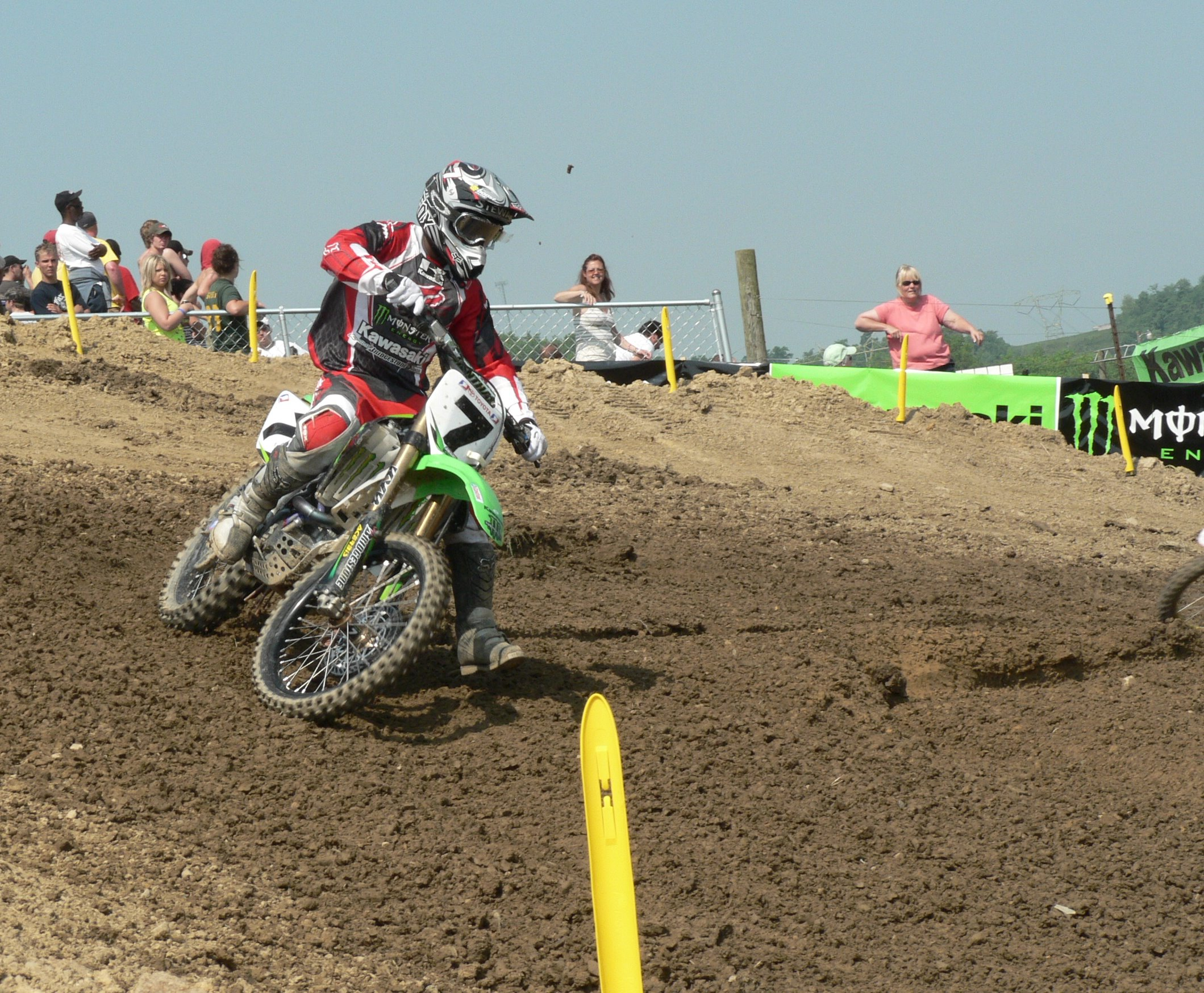
Stewart in una gara dell'AMA Motocross Championship del 2007.

Nonostante questi tratti originali e l'innegabile velocità, mai venuta a mancare, la carriera di Stewart non ha rispettato le attese e non è proseguita negli anni come folgorante era stata nella sua prima fase. Dopo stagioni ricche di cadute, incomprensioni con teams ed infortuni, nel 2014 riuscì a dare nuovamente continuità al suo talento, ma risultò positivo ad un controllo antidoping al termine della gara di Seattle, controllo rilevante tracce di amfetamina. La presenza della sostanza nel sistema di Stewart fu conseguenza dell'assunzione del farmaco Adderall, regolarmente prescrittogli, ma per cui non riuscì ad ottenere l'esenzione terapeutica dalla federazione.
Stewart fu sospeso da qualsiasi competizione per 16 mesi. Tornò demotivato e visibilmente fuori forma al Red Bull Straight Rhythm nel finale di stagione 2015, manifestazione che riuscì comunque a vincere. Ma di lì a poco, in preparazione della stagione 2016, incappò in una spirale di nuovi incidenti ed infortuni, culminati con la commozione cerebrale subita nel primo round supercross 2016 ad Anaheim, quando Stewart era in seconda posizione e cadde a causa di un violento contatto con Ryan Dungey. La stagione supercross proseguì tra pause forzate, tentativi di ritorno, incidenti, guasti meccanici e ritiri anticipati, dovuti a condizioni fisiche non ottimali. Medesimo andamento ebbe la stagione motocross 2016. Al termine dell'annata si chiuse in un periodo di silenzio, dal quale è uscito ad Aprile 2019, annunciando ufficialmente il definitivo ritiro e mettendo la parola fine alle numerose speculazioni su un suo eventuale ritorno. 
Ad oggi James Stewart è il secondo pilota più vincente nella storia del supercross, con 50 affermazioni, dietro alle 72 di Jeremy McGrath. Risulta inoltre l'unico pilota ad aver vinto almeno una gara in dieci stagioni di supercross. Tra i suoi titoli più importanti sono annoverati due campionati AMA supercross (2003-2004) e due campionati AMA motocross (2002-2004) nella categoria 125; due titoli AMA supercross (2007-2009) ed un titolo AMA motocross (2008) nella top class; due Motocross delle Nazioni (2006-2008)
Suo padre, James Senior, era un pilota di motocross e insegnò al figlio a correre fino dalla più giovane età. "Bubba" Stewart disputò la sua prima gara a 4 anni e ottenne il primo sponsor a 7 anni.
Da bambino "Bubba" visse con il fratello Malcolm nel motorhome familiare viaggiando per la nazione per poter gareggiare nel Supercross amatoriale, vincendo 9 titoli nazionali. "Bubba" diventò professionista nel 2002, appena raggiunta l'età minima di 16 anni prevista dal regolamento, e fu schierato come pilota ufficiale Kawasaki nella classe 125. Mise subito in mostra delle doti non comuni, vinse numerose gare e alla fine della stagione fu nominato 2002 Rookie of the Year (debuttante dell'anno). L'anno successivo arrivò il titolo nel Supercross 125 Costa Ovest, che lo portò ad entrare nella storia come primo pilota di motocross afroamericano a vincere un campionato tra i professionisti: per questo fu nominato tra i "20 Teens Who Will Change the World" (i 20 teenager che cambieranno il mondo) dalla rivista Teen People.
Nel 2004 vinse sia il titolo Supercross che quello Motocross della categoria 125. In particolare rimasero impresse le vittorie nel campionato Motocross, corso in sella alla "vecchia" 125 2T contro le più moderne e performanti 250 4T (tranne l'ultima gara, in cui corse anch'egli con la 250 4T, vincendo agevolmente). Vinto tutto quello che c'era da vincere nella categoria più piccola, Bubba era ormai pronto per il salto tra i "grandi".
Il 2 aprile 2005 vinse la sua prima gara di Supercross nella classe 250, battendo avversari come Ricky Carmichael, Chad Reed e Kevin Windham. Vinse altre 2 volte quell'anno ed iniziò, di fatto, una rivalità con il "Campionissimo" Carmichael che negli anni seguenti avrebbe infiammato gli appassionati di tutto il mondo.
Nel 2006 la Kawasaki gli affidò la nuova KXF 450 4T. Stewart lottò fino all'ultima gara per il titolo Supercross con Carmichael e Reed, giungendo secondo nel campionato AMA e primo nel Mondiale. Anche nel National fu grande battaglia con Carmichael; in alcune gare i due rivali regalarono spettacoli incredibili, superandosi a vicenda e combattendo senza esclusione di colpi a ritmi insostenibili per tutti gli altri, ma alla fine prevalse di nuovo Carmichael. A fine stagione Stewart fu convocato in Inghilterra a correre il Motocross delle Nazioni come capitano della squadra americana (ruolo ereditato dall'infortunato Carmichael): Bubba perse lo scontro diretto con il Campione del Mondo Stefan Everts, ma condusse comunque gli USA alla vittoria finale insieme ad Ivan Tedesco e Ryan Villopoto.

## Risultati AMA Supercross

### 125cc West Coast
| Anno | Moto     | Classe     | California (bandiera) | California (bandiera) | California (bandiera) | Arizona (bandiera)    | California (bandiera) |                       |    | Utah (bandiera) | Nevada (bandiera) | Punti | Pos |
| ---- | -------- | ---------- | --------------------- | --------------------- | --------------------- | --------------------- | --------------------- | --------------------- | -- | --------------- | ----------------- | ----- | --- |
| 2002 | Kawasaki | 125cc West | 2                     | 1                     | 2                     | 1                     | 11                    | 10                    | 16 | 1               | 1                 | 145   | 2º  |
| Anno | Moto     | Classe     | California (bandiera) | Arizona (bandiera)    | California (bandiera) | California (bandiera) | California (bandiera) | California (bandiera) |    | Utah (bandiera) | Nevada (bandiera) | Punti | PoS |
| 2003 | Kawasaki | 125cc West | 2                     | 1                     | 1                     | 1                     | 1                     | 1                     | 1  | 1               | 21                | 197   | 1º  |

### 125cc Est Coast
| Anno | Moto     | Classe     |   | Minnesota (bandiera) | Georgia (bandiera) | Florida (bandiera) | Missouri (bandiera) | Indiana (bandiera) | Michigan (bandiera) | Nevada (bandiera) | Punti | Pos |
| ---- | -------- | ---------- | - | -------------------- | ------------------ | ------------------ | ------------------- | ------------------ | ------------------- | ----------------- | ----- | --- |
| 2004 | Kawasaki | 125cc East | 1 | 1                    | 1                  | 1                  | 1                   | NP                 | 1                   | 1                 | 175   | 1º  |

### 250cc
| Anno | Moto     | Classe | California (bandiera) | Arizona (bandiera) | California (bandiera) | California (bandiera) | California (bandiera) | Indiana (bandiera) | California (bandiera) | Georgia (bandiera) | Missouri (bandiera) | Florida (bandiera) | Florida (bandiera) |   | Michigan (bandiera) | Washington (bandiera) |   | Nevada (bandiera) |  | Punti | Pos |
| ---- | -------- | ------ | --------------------- | ------------------ | --------------------- | --------------------- | --------------------- | ------------------ | --------------------- | ------------------ | ------------------- | ------------------ | ------------------ | - | ------------------- | --------------------- | - | ----------------- |  | ----- | --- |
| 2005 | Kawasaki | 250cc  | 5                     | NP                 | INF                   | INF                   | INF                   | INF                | INF                   | INF                | INF                 | INF                | 3                  | 1 | 4                   | 1                     | 1 | NP                |  | 129   | 10º |

### 450cc
| Anno | Moto     | Classe | California (bandiera) | Arizona (bandiera) | California (bandiera) | California (bandiera) | California (bandiera) | California (bandiera) | Missouri (bandiera)   | Georgia (bandiera) | Indiana (bandiera)  | Florida (bandiera) | Florida (bandiera)   | Michigan (bandiera) |                     |                      | Washington (bandiera) | Nevada (bandiera)     |                   | Punti | Pos |
| ---- | -------- | ------ | --------------------- | ------------------ | --------------------- | --------------------- | --------------------- | --------------------- | --------------------- | ------------------ | ------------------- | ------------------ | -------------------- | ------------------- | ------------------- | -------------------- | --------------------- | --------------------- | ----------------- | ----- | --- |
| 2006 | Kawasaki | 450cc  | 1                     | 3                  | 3                     | 1                     | 8                     | 1                     | 17                    | 3                  | 2                   | 6                  | 1                    | 1                   | 1                   | 2                    | 1                     | 1                     |                   | 336   | 2º  |
| Anno | Moto     | Classe | California (bandiera) | Arizona (bandiera) | California (bandiera) | California (bandiera) | California (bandiera) |                       | California (bandiera) | Georgia (bandiera) | Missouri (bandiera) | Florida (bandiera) | Minnesota (bandiera) | Indiana (bandiera)  |                     | Missouri (bandiera)  | Washington (bandiera) | Nevada (bandiera)     |                   | Punti | Pos |
| 2007 | Kawasaki | 450cc  | 1                     | 1                  | 1                     | 2                     | 1                     | 1                     | 5                     | 1                  | 2                   | 1                  | 1                    | 1                   | 1                   | 1                    | 1                     | 1                     |                   | 385   | 1º  |
| Anno | Moto     | Classe | California (bandiera) | Arizona (bandiera) | California (bandiera) | California (bandiera) | California (bandiera) | California (bandiera) |                       | Georgia (bandiera) | Indiana (bandiera)  | Florida (bandiera) | Minnesota (bandiera) | Ontario (bandiera)  |                     | Michigan (bandiera)  | Missouri (bandiera)   | Washington (bandiera) | Nevada (bandiera) | Punti | Pos |
| 2008 | Kawasaki | 450cc  | 2                     | 1                  | INF                   | INF                   | INF                   | INF                   | INF                   | INF                | INF                 | INF                | INF                  | INF                 | INF                 | INF                  | INF                   | INF                   | INF               | 47    | 23º |
| Anno | Moto     | Classe | California (bandiera) | Arizona (bandiera) | California (bandiera) |                       | California (bandiera) | California (bandiera) | California (bandiera) | Georgia (bandiera) | Indiana (bandiera)  | Florida (bandiera) | Louisiana (bandiera) | Missouri (bandiera) | Ontario (bandiera)  | Florida (bandiera)   | Washington (bandiera) | Utah (bandiera)       | Nevada (bandiera) | Punti | Pos |
| 2009 | Yamaha   | 450cc  | 19                    | 1                  | 1                     | 1                     | 1                     | 1                     | 1                     | 1                  | 2                   | 7                  | 1                    | 2                   | 1                   | 1                    | 2                     | 1                     | 3                 | 377   | 1º  |
| Anno | Moto     | Classe | California (bandiera) | Arizona (bandiera) | California (bandiera) | California (bandiera) | California (bandiera) | California (bandiera) | Indiana (bandiera)    | Georgia (bandiera) | Florida (bandiera)  | Canada (bandiera)  |                      | Florida (bandiera)  |                     | Missouri (bandiera)  | Washington (bandiera) | Utah (bandiera)       | Nevada (bandiera) | Punti | Pos |
| 2010 | Yamaha   | 450cc  | 1                     | 15                 | 3                     | INF                   | INF                   | INF                   | INF                   | INF                | INF                 | INF                | INF                  | INF                 | INF                 | INF                  | INF                   | INF                   | INF               | 51    | 20º |
| Anno | Moto     | Classe | California (bandiera) | Arizona (bandiera) | California (bandiera) | California (bandiera) | California (bandiera) |                       | California (bandiera) | Georgia (bandiera) | Florida (bandiera)  | Florida (bandiera) |                      | Canada (bandiera)   |                     | Missouri (bandiera)  | Washington (bandiera) | Utah (bandiera)       | Nevada (bandiera) | Punti | Pos |
| 2011 | Yamaha   | 450cc  | 3                     | 1                  | 2                     | 1                     | 1                     | 15                    | 3                     | 4                  | 9                   | 2                  | 18                   | 4                   | 4                   | 1                    | 1                     | 10                    | 15                | 301   | 4º  |
| Anno | Moto     | Classe | California (bandiera) | Arizona (bandiera) | California (bandiera) | California (bandiera) | California (bandiera) | California (bandiera) |                       | Georgia (bandiera) | Missouri (bandiera) | Florida (bandiera) | Indiana (bandiera)   | Canada (bandiera)   |                     | Louisiana (bandiera) | Washington (bandiera) | Utah (bandiera)       | Nevada (bandiera) | Punti | Pos |
| 2012 | Suzuki   | 450cc  | 6                     | 8                  | 3                     | 1                     | 2                     | 15                    | 6                     | 3                  | 5                   | 1                  | INF                  | INF                 | 20                  | INF                  | INF                   | INF                   | INF               | 178   | 7º  |
| Anno | Moto     | Classe | California (bandiera) | Arizona (bandiera) | California (bandiera) | California (bandiera) | California (bandiera) | California (bandiera) |                       | Georgia (bandiera) | Missouri (bandiera) | Florida (bandiera) | Indiana (bandiera)   | Canada (bandiera)   |                     | Minnesota (bandiera) | Washington (bandiera) | Utah (bandiera)       | Nevada (bandiera) | Punti | Pos |
| 2013 | Suzuki   | 450cc  | 8                     | 7                  | 12                    | 19                    | 4                     | 4                     | 20                    | 1                  | 2                   | 8                  | 3                    | 7                   | 19                  | 18                   | INF                   | INF                   | INF               | 174   | 10º |
| Anno | Moto     | Classe | California (bandiera) | Arizona (bandiera) | California (bandiera) | California (bandiera) | California (bandiera) | California (bandiera) |                       | Georgia (bandiera) | Indiana (bandiera)  | Florida (bandiera) | Michigan (bandiera)  | Canada (bandiera)   | Missouri (bandiera) |                      | Washington (bandiera) | New Jersey (bandiera) | Nevada (bandiera) | Punti | Pos |
| 2014 | Suzuki   | 450cc  | 17                    | 4                  | 2                     | 2                     | 7                     | 1                     | 1                     | 11                 | 7                   | 18                 | 1                    | 1                   | 1                   | 5                    | 2                     | 19                    | 19                | 272   | 4º  |

## Palmarès
- 2002 - Più giovane campione AMA Motocross classe 125 (Maggior numero di vittorie in classe 125: 10) - Miglior giovane - Primo campione afroamericano
- 2002 - 2º posto Campionato AMA Supercross West Coast - Giovane dell'anno AMA Supercross
- 2003 - Campione AMA Supercross Lites West Coast
- 2003 - 3º posto Campionato AMA Motocross classe 125
- 2004 - Campione AMA Supercross Lites East Coast
- 2004 - Campione AMA Motocross classe 125 (Record di 11 vittorie in una stagione)
- 2005 - 10º posto Campionato AMA Supercross
- 2005 - 12º posto Campionato AMA Motocross
- 2006 - 2º posto Campionato AMA Supercross
- 2006 - 4º posto Campionato AMA Motocross
- 2006 - CAMPIONE DEL MONDO SUPERCROSS
- 2006 - Campione del Mondo Motocross delle Nazioni (Team USA)
- 2006 - Vincitore US Open Supercross di Las Vegas
- 2007 - CAMPIONE DEL MONDO SUPERCROSS
- 2007 - Campione AMA Supercross
- 2007 - 35º posto US Open Supercross di Las Vegas
- 2008 - 23º posto Campionato del Mondo Supercross (ritiro per infortunio)
- 2008 - Campione AMA Motocross (Perfect season: 24 vittorie su 24 gare)
- 2008 - Campione del Mondo Motocross delle Nazioni (Team USA)
- 2008 - Vincitore US Open Supercross di Las Vegas
- 2008 - Vincitore Paris-Bercy Supercross
- 2009 - CAMPIONE DEL MONDO AMA SUPERCROSS
- 2009 - Vincitore US Open Supercross di Las Vegas
- 2009 - Medaglia d'argento X-Games Best Whip di Los Angeles
- 2010 - 20º posto Campionato del Mondo AMA Supercross - infortunio
- 2011 - 4º posto Campionato del Mondo AMA Supercross
- 2012 - 7º posto Campionato del Mondo AMA Supercross
- 2012 - 11º posto Campionato AMA Motocross (6 gare disputate su 12)
- 2013 - 10º posto Campionato del Mondo AMA Supercross
- 2013 - 5º posto Campionato AMA Motocross